# 故意犯規
故意犯規（Flagrant foul），也称为恶意犯規或惡性犯規，是篮球比赛中严重的侵人犯規行为。如果犯规的动作被判定为“不必要”或“过度”，有可能对被犯规球员造成伤害，则会被判定为恶意犯规。
普通犯规会被判罚给予被犯规方球权，当犯规积累到一定次数之后给对被犯规方罚球的机会，罚球结束后犯规方拥有球权。但恶意犯规会被判罚“两罚一掷”，即给被犯规方罰球的机会，罚球结束后被犯规方仍持有球权，因此是相当严厉的惩罚。
并非所有的有意犯规都是“故意犯规”。如果犯规动作是有意为之，但没有伤害性，则只会被判定为普通犯规而非恶意犯规，比如在比赛最后阶段比分胶着时的战术性犯規和駭客戰術。

## NBA
NBA从90年代开始使用恶意犯规制度。目的是减少比赛中会使得运动员受伤的激烈犯规动作。
NBA规则中，恶意犯规分为两级，由裁判酌情判罚。“不必要”的犯规动作会被判罚为一级恶意犯规。“不必要”和“过度”的犯规动作会被判罚为二级恶意犯规。一级恶意犯规会被判罚一次侵人犯規，並給予被侵犯者的兩次罰球；投籃後無論中籃與否，球权归被犯规方所有，於中線外擲界外球。领到两次一级恶意犯规的运动员会被驱逐出赛场。二级恶意犯规的处罚更严重，除了上述处罚外，犯规运动员会被立即驱逐出赛场。
2010年季后赛上对累犯球员有如下规定：
一级恶意犯规会被记一分。二级恶意犯规会被记两分。
如果球员身背2分被判二级恶意犯规，则自动禁赛一场。
如果球员身背3-4分被判一级恶意犯规，则自动禁赛一场。
如果球员身背3-4分被判二级恶意犯规，则自动禁赛两场。
如果球员身背5分被判一级或二级恶意犯规，则自动禁赛两场。

## 国际篮联
国际篮联也有相似的规定。称为“违反運動精神犯規”（对应一级恶意犯规）和“奪權犯規”（对应二级恶意犯规）。
“违反運動精神犯規”相比一级恶意犯规增加了如下两种情况：
(1)為了阻止快攻球員前進引起非必要的身體接觸。
(2)球員被對手從後面或側面引起非法身體接觸，該球員向敵籃前進，且該前進的球員和球及敵籃間沒有其他球員。